# Poiana Blenchii
Poiana Blenchii (en hongrois Blenkemező, en allemand Blenke) est une commune roumaine du județ de Sălaj, dans la région historique de Transylvanie et dans la région de développement du Nord-ouest.

## Géographie
La commune de Poiana Blenchii est située à l'extrême nord-est du județ, à la limite avec le județ de Maramureș et avec celui de Cluj, au nord de la vallée de la Someș, dans les collines de Ciceu, à 28 km au nord-ouest de Dej et à 86 km au nord-est de Zalău, le chef-lieu du județ.
La municipalité est composée des quatre villages suivants (population en 2002) :
- Fălcușa (91) ;
- Gostila (484) ;
- Măgura (20) ;
- Poiana Blenchii (706), siège de la commune.

## Histoire
La première mention écrite de la commune date de 1553 sous le nom de Pojana.
La commune, qui appartenait au royaume de Hongrie, faisait partie de la principauté de Transylvanie et elle en a donc suivi l'histoire. Cependant, au XVIe siècle, elle a appartenu un temps aux princes de Moldavie. En 1591, elle a été donnée par le prince de Transylvanie Sigismond Báthory au noble roumain Rat Petru de Teiuș.
Après le compromis de 1867 entre Autrichiens et Hongrois de l'empire d'Autriche, la principauté de Transylvanie disparaît et, en 1876, le royaume de Hongrie est partagé en comitats. Poiana Blenchii intègre le comitat de Szolnok-Doboka (Szolnok-Dobokamegye) dont le che-lieu est la ville de Dej.
À la fin de la Première Guerre mondiale, l'Empire austro-hongrois disparaît et la commune rejoint la Grande Roumanie et le județ de Someș qui disparaîtra après 1944.
En 1940, à la suite du deuxième arbitrage de Vienne, elle est annexée par la Hongrie jusqu'en 1944. Elle réintègre la Roumanie après la Seconde Guerre mondiale. ce n'est qu'en 1968, à l'occasion du redécoupage administratif du pays que la commune intègre le județ de Sălaj dont elle fait partie actuellement.

## Religions
En 2002, la composition religieuse de la commune était la suivante :
- Chrétiens orthodoxes, 84,48 % ;
- Pentecôtistes, 12,22 % ;
- Baptistes, 2,16 %.

## Démographie
En 1910, à l'époque austro-hongroise, la commune comptait 1 966 Roumains (94,34 %), 39 Hongrois (1,87 %) et 42 Allemands (2,02 %).
En 1930, on dénombrait 2 046 Roumains (94,29 %), 34 Hongrois (1,57 %), 28 Juifs (1,29 %) et 60 Tsiganes (2,76 %).
En 1956, après la Seconde Guerre mondiale, 2 403 Roumains (98,65 %) côtoyaient 7 Hongrois (0,29 %) et 25 Tsiganes (1,03 %).
En 2002, la commune comptait 1 247 Roumains (92,99 %), 4 Hongrois (0,29 %) et 90 Tsiganes (6,71 %). On comptait à cette date 525 ménages et 520 logements.
| 1850  | 1880  | 1900  | 1910  | 1920  | 1930  | 1941  | 1956  | 1966  |
| ----- | ----- | ----- | ----- | ----- | ----- | ----- | ----- | ----- |
| 1 585 | 1 639 | 2 024 | 2 084 | 2 047 | 2 170 | 2 471 | 2 436 | 2 223 |

| 1977  | 1992  | 2002  | 2007  | - | - | - | - | - |
| ----- | ----- | ----- | ----- | - | - | - | - | - |
| 2 033 | 1 491 | 1 341 | 1 266 | - | - | - | - | - |

## Économie
L'économie de la commune repose sur l'agriculture et l'élevage (2 860 ha de terres agricoles).

## Communications

### Routes
Poiana Blenchii est située sur la route régionale DJ109F qui rejoint au nord la commune de Coroieni dans le județ de Maramureș et au sud-ouest la commune de Gâlgău.

## Lieux et monuments
- Măgura, église orthodoxe en bois des Sts Archanges de 1707[5].